# Satigny

Satigny  é uma comuna suíça do Cantão de Genebra que fica rodeada Meyrin e Vernier a Este, Bernex, Russin a Sul, Dardagny a Oeste e o País de Gex, da França, a Norte.

## Geografia
Segundo o Departamento Federal de Estatísticas, com uma superfície de 18.92 km2 é a maior comuna do cantão de Genebra mas a menos populosa pois 60% dessa área é ocupada pela agricultura e em particular com a vinha o que a faz o maior município Suíço produtor de vinho.

## Vinha
Vinhos como Jacques & Daniel Dugerdil - um inglês que veio trabalhar a vinha na Suíça -, as Caves Perrières são algumas da grandes marcas de vinhos de Satigny  que cultivam bastante o Gamay -  aliás uma das castas mais usadas em Genebra, com 19% da produção - mas também o Pinot Noir para os tintos, e o Chasselas para o branco com 18% da produção   - 

## Imagens

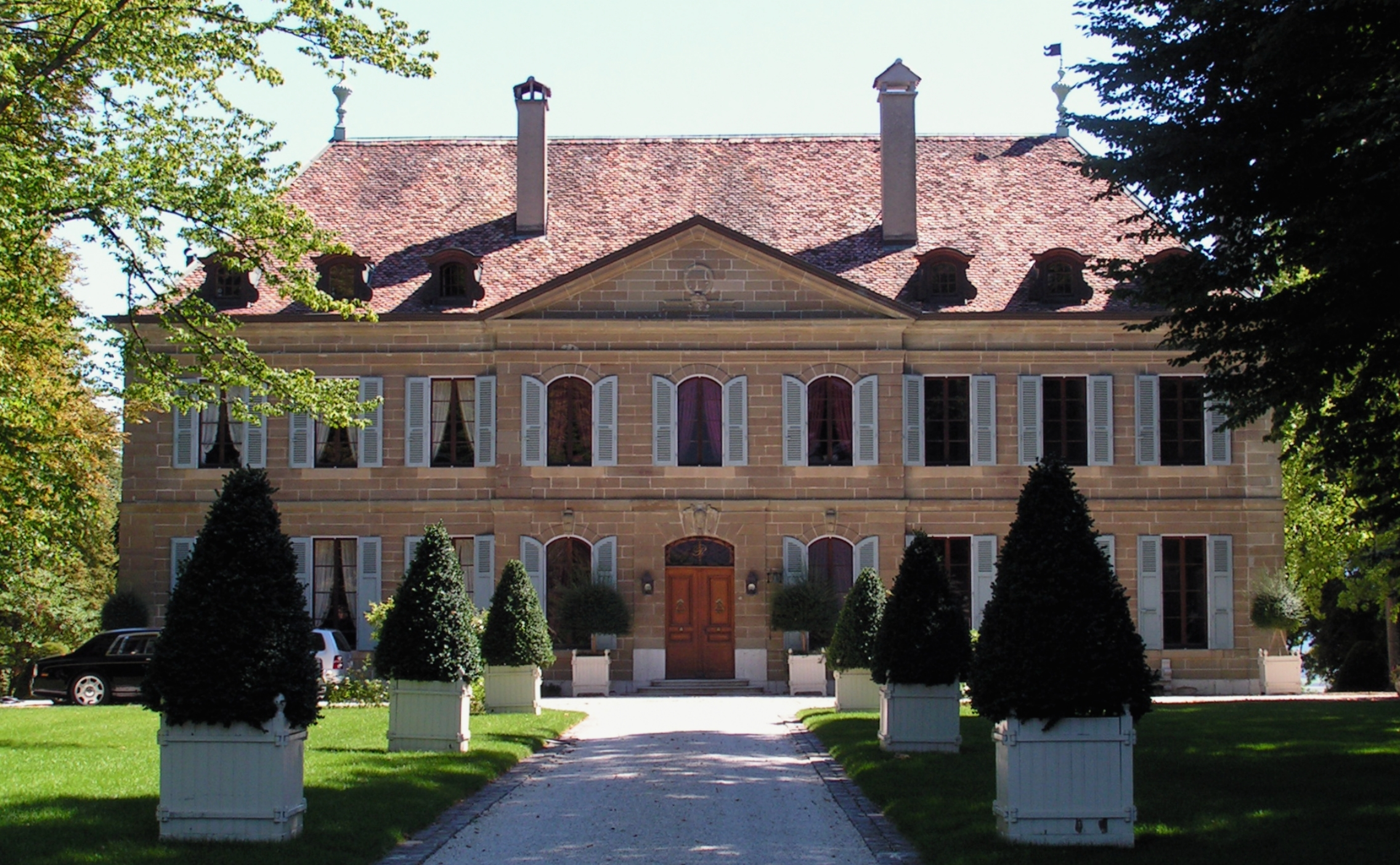
Castelo de Choully
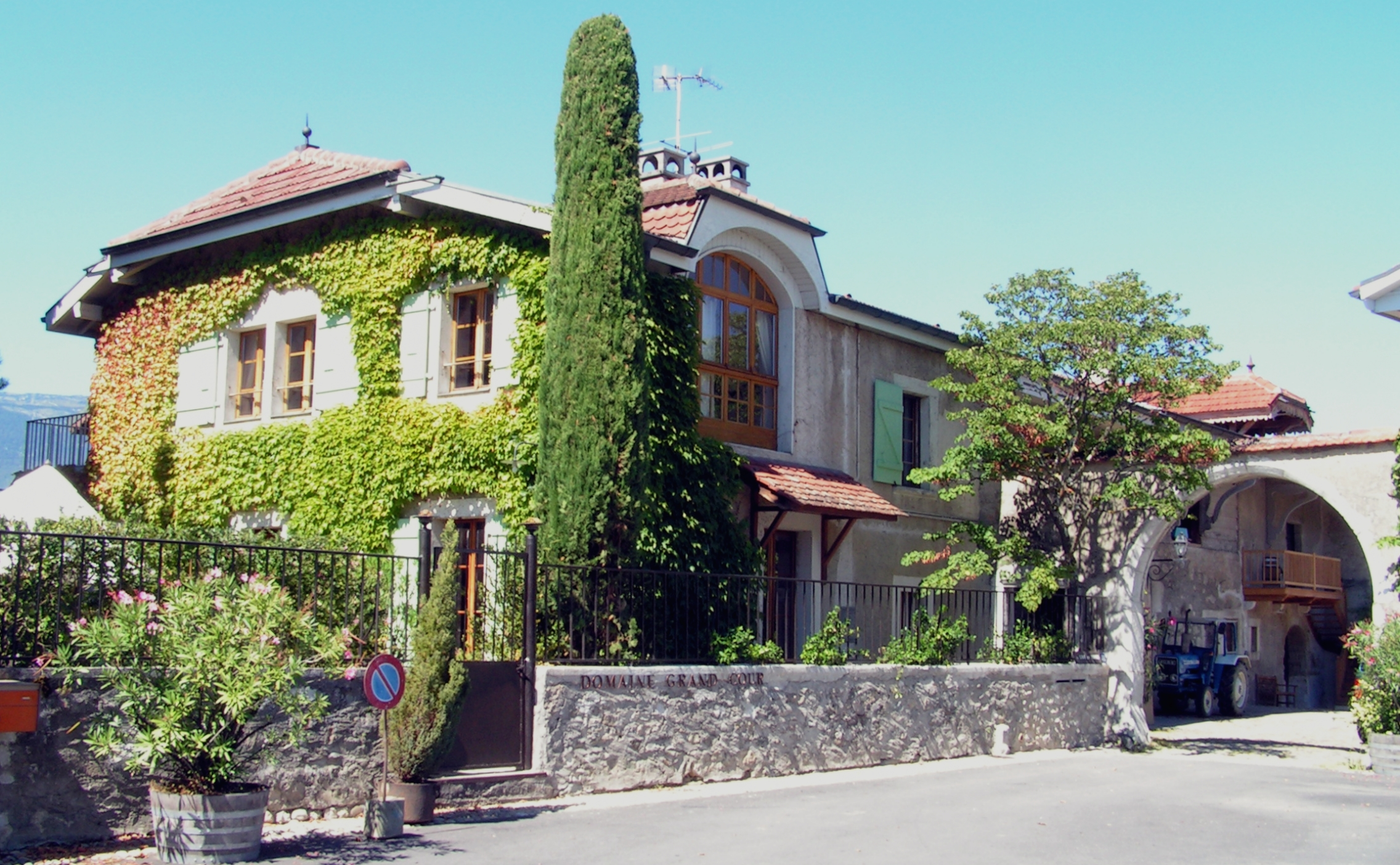
O domínio Pellegrin